# Świątynia Fahai
Świątynia Fahai (chiń. upr. 法海寺; pinyin Fǎhǎi Sì) – świątynia buddyjska położona na południowym stoku góry Cuiwei, na zachodnich przedmieściach Pekinu, w dzielnicy Shijingshan, w jej północno-wschodniej części.
Budowa świątyni, prowadzona za fundusze zgromadzone przez Li Tonga, cesarskiego eunucha, trwała pięć lat i zakończyła się w 1443 roku, za panowania cesarza Zhu Qizhena. Składa się z trzech tarasów. Na pierwszym tarasie znajduje się Pawilon Wejściowy, za drugim Pawilon Czterech Bóstw, zaś za trzecim Wielki Pawilon Buddy, otoczony Pawilonem Mistrzów. 

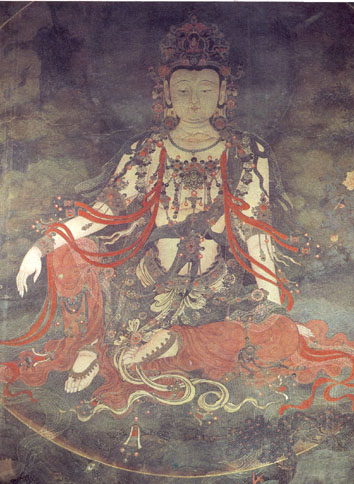
Fragment muralu pokrywającego ścianę świątyni

Świątynia słynie z murali pokrywających ściany pawilonów. Zachowała się jedynie Hala Daxiong, a w niej murale o powierzchni.